# Киноискусство
Киноиску́сство — вид художественного творчества, основанный на различных технических способах записи и воспроизведения изображения в движении, как правило, в сопровождении звука.
Киноискусство является синтезом литературы, изобразительного искусства, театра, музыки, вокала, компьютерной графики.
Технологические истоки указывают на две принципиальные составляющие кинематографа: фотография (фиксация световых лучей) и движение (динамика визуальных образов). Фотографический принцип связывает кино с изобразительной традицией, идущей от живописи, то есть связывает кино с идеей искусства. «Движущаяся картинка» ведёт своё начало от балагана, ярмарочных аттракционов, иллюзионов, то есть традиций массового, развлекательного зрелища.

## Кино и другие виды искусства
На момент зарождения кино первыми основами нового искусства стали литература, театр и живопись.
Литература дала кинематографу:
- сюжетное построение фильма, то есть сценарий.
- подтолкнула кино к ракурсному видению человека или события (принцип ракурсного видения).
- принцип монтажного построения и редактирования.

Разница между кино и литературой такова: образы в литературе умозрительные, а в кино визуальные.
Театр дал кинематографу:
- опыт построения объёмных декораций.
- систему и методику разводки актёров при постановке тех или иных мизансцен.
- метод подбора актёров на роль.

Живопись дала кинематографу:
- композицию/построение кадра.
- организацию цветового решения.

Киноискусство включает драматургические, языковые, музыкальные, живописно-пластические элементы, игру актёров. Киноискусство не дублирует и не заменяет театр, литературу, музыку, или живопись, а перерабатывает их опыт в соответствии с особенностями экранного творчества. Появление новых технических средств аудиовизуальной коммуникации не приводит к вытеснению и гибели киноискусства, а расширяет сферу художественного творчества, а также предоставляет новые возможности.

## Виды кино

### Художественное кино
Произведения кинематографа принято делить на художественные (игровые) и документальные (неигровые) фильмы. В первых показаны события, сыгранные актёрами, во вторых — заснятые в реальной жизни. Однако такое деление часто подвергается критике в связи с тем, что существуют документальные фильмы, в которых реальные события реконструируются актёрами. В силу того, что актёры стали частым явлением в фильмах, которые признаны документальными, в документальном кино часто выделяют полностью неигровое кино и кино с элементами игрового, но реконструирующее реальные события. При этом необходимо отличать документальное кино от художественных исторических фильмов.

### Короткометражное кино
Короткометражное кино («короткий метр») отличается от полнометражного только небольшой продолжительностью фильма (в пределах около 20 минут без учёта титров). Но так кажется только на первый взгляд, ведь в узкие временные рамки короткометражного фильма нужно вместить весь спектр зрительских переживаний, который существует в кино полнометражном. Поэтому короткометражное кино является, с художественной точки зрения, совершенно отдельным направлением киноискусства и кинематографического творчества. Его ещё называют «киноминиатюрой». Сегодня уже начинают выделять категорию среднеметражного кино.

### Документальное кино
Отдельным видом киноискусства является документальное (неигровое) кино. Документальным называется фильм, в основу которого легли съёмки подлинных событий и лиц. Реконструкции подлинных событий не относятся к документальному кино. Первые документальные съёмки были произведены ещё при зарождении кинематографа. В настоящее время документальное кино прочно вошло в киноискусство всего мира и часто транслируется по телевидению.
Темой для документальных фильмов чаще всего становятся интересные события, культурные явления, научные факты и гипотезы, а также знаменитые персоны и сообщества. Мастера этого вида кинотворчества нередко поднимались до серьёзных философских обобщений в своих произведениях.

#### Образовательные фильмы
Ещё одна категория фильмов, которую относят к неигровому кино — это образовательные (учебные) фильмы. Фильмы, предназначенные для показа в школах и других учебных заведениях. Исследования показывают, что учебный материал, преподнесённый в виде фильма, усваивается гораздо лучше, чем тот же материал, пересказанный учителем. Дело здесь, видимо, в наглядности и отшлифованности подачи материала (неудивительно, ведь в кино возможно много дублей). Практика показа учебных фильмов очень распространена на Западе и особенно в США. В школах СССР при обучении использовались учебные фильмы (снятые специально для школ, с учётом единой для всех учебной программы) в основном по физике, биологии и литературе. Кроме того, на советском телевидении в конце 1960-х — начале 1970-х годов существовало несколько программ, демонстрировавших учебные фильмы в соответствии со школьной программой (в хронологическом соответствии, по плану текущего учебного года), а в Москве и некоторых других городах существовал специальный («четвёртый») телеканал, практически полностью посвящённый учебным программам. В связи с этой практикой некоторые учебные классы в школах были оборудованы телеприёмниками. В России показ учебных фильмов не распространён, хотя известно, что некоторые кафедры в вузах создают свои собственные учебные фильмы.

## Художественные особенности
Среди теоретико-художественных концепций, особо повлиявших на развитие и киноэстетики, и самого киноискусства второй половины XX — начала XXI вв., выделены: концепция «тотального реализма» (А. Базен); концепция так называемого «фотографического» или «феноменологического» реализма (3. Кракауэр); концепция «визуального кинематографа» (П. Гринуэй); концепция кино как «недовоплощённой» общественной жизни.

### Концепция Делёза: мысль в кинематографе
В интерпретации Жиля Делёза в работе «Кино», режиссёром, объектом кинематографа которого становится ментальная функция, является Ален Рене. Работая с пластами прошлого, Рене демонстрирует, как эти пласты множатся в сознании одного человека (фильм «Люблю тебя, люблю») илина двоих, как в фильме «Хиросима, любовь моя». Человек может перемещаться по разным полотнищам прошлого, в одиночку, или совместно с другими людьми. Все эти особенности работы мозга, например, перемешивание пластов времени в сознании одного человека и добавление к ним пластов, перенимаемых у другого, выявляют то, как работает сознание человека, его мыслительный процесс. Для понимания мышления человека Ален Рене создаёт ментальную картографию, одним из ярких примеров этого служит фильм «Мой американский дядюшка», в котором существует множество таких карт, каждая из которых представляет собой ментальный континуум. Таким образом, главный персонаж в кинематографе Рене — мысль, или, как утверждает он сам, «сознание» и «воображение», а не просто «память».
Доказательством является то, что прошлое в кинематографе режиссёра представлено не с помощью флешбэков, а с помощью грёз, предчувствий и фантазмов. Ален Рене понимает кинематограф как «наилучшее средство постижения функционирования человеческой психики», именно поэтому Делёз называет его создателем «кинематографа мозга». Теория философа строится на неразличимости в модернистском кино актуального и виртуального: граница между реальным и воображаемым, субъективным и объективным (так как актуальное всегда объективно, а виртуальное субъективно), физическим и ментальным стирается, потому что действие заменяют оптические и визуальные ситуации. Например, предметы становятся отражением мыслительных функций человека, как вещи на картинах в фильме «Ван Гог» или стеллажи и лестницы в фильме «Ночь и туман». Делёз называет это «принципом неразличимости»: зрителю не просто сложно понять, что есть физическое, а что ментальное, но эта разница теряет значение. Яркий пример тому — фильм «В прошлом году в Мариенбаде». Главный герой рассказывает героине об их встрече прошлым летом. Зрителю не понятно, была ли эта встреча на самом деле, или это лишь греза героя, «гипнотизирующего» героиню в течение всего фильма.
Другим главным персонажем Алена Рене, по его собственному признанию, являются чувства героев, которые интересны режиссёру больше, чем сами герои. Режиссёр исследует церебральные механизмы мозга, а чувства — одни из его проявлений. Это ярко заметно в фильме «Жизнь-роман», который начинается со слов «любовь, любовь». Рене занимается психологией чувств, и в его фильмах они постоянно преобразуются, перемещаясь по полотнищам сознания. Чувство и аффект становятся фигурами «мозговой игры», полотнищами прошлого, а мысль, в свою очередь, связывает их и выражает отношения между ними (например, в фильме «В прошлом году в Мариенбаде»). Экран становится в таком случае, по утверждению Делёза, мозговой оболочкой, мысль в котором не даёт процессу остановиться. Мир оказывается тождественен мозгу, как ноосфера в «Люблю тебя, люблю», выражающаяся как в организации концлагерей, так и структуре Национальной библиотеки. Поэтому одна из функций мозгового кинематографа — демонстрация порядка времени согласно собственным связям. Ален Рене преобразует понятие памяти так, что она перестаёт выполнять простую функцию воспоминания и становится мембраной, устанавливающая соответствия между различными полотнищами сознания. Герои Рене при этом — мыслящие философы, в том смысле, что режиссёр изобретает философское кино, в котором возможно продемонстрировать течение мысли.

## Художественные приёмы
Крупный план, наплыв, ускоренная съёмка, «живая камера», звуковой контрапункт, кинометафора, трюковые съёмки, комбинированные съёмки, съёмка музыкальных номеров под фонограмму, ретроспекция и пр.

## Кинематографические школы

### Голливудский кинематограф
Голливудский кинематограф является самым популярным в мире. Он представляет собой гигантскую киноиндустрию, распространившую своё влияние на весь мир. Ежегодно в Голливуде создаются тысячи фильмов — это настоящий отлаженный конвейер. Голливуд имеет значительное влияние и на кинематограф других стран.
Голливуд упрекают в излишней примитивности и коммерческой направленности, но популярность голливудских фильмов говорит сама за себя. Считается, что голливудское кино реализует самую суть кинематографа — зрелище. В голливудских фильмах можно найти именно то полу-цирковое зрелище, ради которого зрители приходили на киносеансы ещё в конце XIX века.
Ещё одна отличительная особенность этой кинематографической школы — необычайное искусство создавать спецэффекты. Именно спецэффектам обязаны своим успехом большинство голливудских блокбастеров.

### Независимое американское кино
Нередко понятие «американский кинематограф» и «Голливуд» объединяют, но это неверно. Американское кино — это не только киноиндустрия Голливуда, но и развитая система независимого кино. Независимое кино — это кино, производимое энтузиастами без помощи крупных кинокомпаний. Это кино обычно небогатое, поскольку продюсеров кинематографистам приходится искать самим (а нередко приходится вкладывать и собственные деньги). Однако в США и Канаде независимое кино довольно популярно, кроме того оно заслужило и мировое признание, не раз побеждая на международных киноконкурсах и фестивалях, и оно породило ряд крупных современных авторов. Одной из главных сцен для независимого кино является кинофестиваль Sundance Film Festival, ежегодно проходящий в штате Юта (США).
Видными представителями современного независимого американского кино являются Фрэнсис Форд Коппола, Вуди Аллен, Мартин Скорсезе, Шон Бейкер, Майкл Мур, Квентин Тарантино, Джим Джармуш, Дэвид Линч, Джоэл и Этан Коэны. Последние четверо давно вышли на уровень культовых фигур интеллектуального кино.

### Английское кино
Среди представителей английского кино — режиссёры Альфред Хичкок, Майкл Пауэлл и Эмерик Прессбургер, Тони Ричардсон, Линдсей Андерсон, Кен Лоуч, Майк Ли, Дерек Джармен, Питер Гринуэй, Кристофер Нолан.
И Гринуэй, и Джармен в своих фильмах уделяют много внимания своеобразному визуальному решению. Более известен Гринуэй, уделяющий много внимания эстетичности каждого кадра, наполняющий свои фильмы аллюзиями на классические живописные полотна и озабоченный проблемами мёртвого и живого, хаотичного и упорядоченного.

### Французское кино
На родине кинематографа кино никогда не пребывало в упадке. Французское киноискусство является одним из самых уважаемых в мире. Современный облик французского кино сформировался после Второй мировой войны. Так называемая «новая волна» во французском кино оказала сильнейшее влияние на развитие кино во всём мире. Среди известных режиссёров — Жан Ренуар, Марсель Карне, Жан-Люк Годар, Франсуа Трюффо, Бертран Блие. Французское кино — это очень утончённое кино, в котором психология и драматизм сюжета сочетаются с некоторой пикантностью и художественной красотой съёмок. Стиль определяют модные режиссёры Люк Бессон, Жан-Пьер Жене, Франсуа Озон. Правительство Франции активно содействует развитию и экспорту национального кинематографа.

### Итальянское кино
Итальянское кино всегда было самобытным и неповторимым. Хотя существуют и итальянские фильмы, рассчитанные на «массовое потребление», но всё же итальянское кино известно благодаря высокому «авторскому» кино таких режиссёров, как Роберто Росселлини, Федерико Феллини, Микеланджело Антониони, Лукино Висконти, Пьер Паоло Пазолини, Бернардо Бертолуччи, Марко Беллоккьо, Сальваторе Сампери. Фильмы этих режиссёров, созданные в разных стилях, иногда полные абстракций, метафор, мистики, навсегда вошли в золотой фонд мирового кинематографа и стали источником вдохновения для новых поколений режиссёров.

### Скандинавское кино
Характер скандинавского кино в целом напоминает суровый «нордический» характер самой Скандинавии. Главными режиссёрами скандинавского кино являются Ингмар Бергман и Ларс фон Триер — оба суровые в изобразительном ряде, оба высекающие мощные страсти из актёров. И если Триер известен как киноэкспериментатор и создатель «Догмы 95», то Бергман — признанный классик, не уступающий по значимости режиссёрам великого итальянского кино. В своих часто тяжёлых фильмах режиссёр ставит перед зрителем задевающие за живое нравственные и философские вопросы.

### Немецкое кино
В 1960—1970-е годы в Германии возникает течение, позиционировавшее себя как «Новый немецкий кинематограф». Наиболее яркими его представителями являлись такие ставшие теперь классиками режиссёры, как Вим Вендерс, Фолькер Шлёндорф, Вернер Херцог, Райнер Вернер Фассбиндер. Эти режиссёры преследовали цель отхода от развлекательного кино в пользу остросоциального, побуждающего к размышлению кинематографа. Фильмы этих режиссёров снимались на деньги независимых студий, поэтому такое кино также стало называться «авторским». Значительное влияние на «Новый немецкий кинематограф» оказала французская «новая волна» и движение протеста 1968 года.
Наиболее плодовитой фигурой «Нового немецкого кинематографа» был Райнер Фассбиндер. Режиссёр снимал по несколько фильмов в год и отчаянно прожигал жизнь (умер он в 37 лет от передозировки кокаина). Это сообщило его фильмам внешнюю небрежность, неровность, но и наполнило их некоей необычной жизненностью, трагическим «драйвом» и сделало многие сцены поразительно запоминающимися.
Среди поныне работающих немецких классиков всемирно знаменит Вим Вендерс, в чём-то продолживший метод Микеланджело Антониони.

### Польское кино
История польского кинематографа продолжительна и наполнена событиями и достижениями так же, как история самого кинематографа. Особенно известен период с середины 1950-х годов, когда работы режиссёров так называемой Польской школы кинематографа и новаторские тенденции в творчестве кинематографистов европейских стран (Французская новая волна, итальянский неореализм и другие) оказали встречное взаимное влияние[1].
После Второй мировой войны режиссёры Ежи Гофман, Тадеуш Хмелевский, Анджей Вайда, Ежи Кавалерович, Конрад Нанелецкий и многие другие внесли большой вклад в развитие мирового кино.

### Сербское кино
Сербское кино является одним из ведущих в Юго-Восточной Европе[1]. Во многом эта известность достигнута благодаря режиссёру Эмиру Кустурице, завоевавшему более 20 наград многих международных киноконкурсов, включая две «Золотые пальмовые ветви» фестиваля в Каннах[2]. Кинематограф второй половины 1990-х годов — времён событий переходного периода, распада Югославии, натовских бомбардировок, — часто тяготел к темам войны, насилия, грубой сексуальности. Но для сегодняшних молодых авторов агрессия и деструкция больше не являются главной тенденцией. Появляется искусство гуманное, светлое, ироничное[3]. В последнее десятилетие в Сербии производится 10—20 фильмов ежегодно. Среди наиболее известных режиссёров этого периода Сте́фан Арсени́евич (победитель Берлинале 2003 года в конкурсе короткометражных фильмов, номинант на премию Оскар), продолжающий активно работать Го́ран Ма́ркович (многочисленные награды международных кинофестивалей за фильмы «Кордон», 2003 год, и «Турне», 2008 год), Олег Новкович (многочисленные награды международных кинофестивалей за фильмы «Завтра утром», 2006 год, и «Белый, Белый свет», 2010 год) и другие.

### Индийское кино
Индийское кино, ещё называемое «Болливуд», довольно своеобразно и незамысловато. Оно не имеет признания и популярности в мире, но некогда было известно в СССР, а теперь распространено и популярно в среднеазиатских государствах СНГ. Сюжеты фильмов построены на незамысловатых житейских историях, любви, ненависти, преступлении, мести. Отличительная черта индийского киноискусства — это множество песен и национальных индийских танцев, из-за этого практически каждый индийский фильм можно отнести к жанру мюзикла. Впрочем, в последнее время стали появляться фильмы, больше похожие на европейское и американское кино. Если проводить параллели с Америкой, то кроме Болливуда существует и «Независимое индийское кино», например, Бенгальское.

### Новые кинематографические школы
К новым кинематографическим школам относят страны, в которых кино не существовало или не было развито до последнего времени. Эти «заново открытые» кинематографы специалисты часто находят очень интересными и самобытными. Сменяя друг друга, кинематографические школы этих стран становятся модными среди киноманов. В основном эти школы воспринимаются как экзотика, и развиваются как экзотика, зачастую стремясь привлечь зрителя шокирующими сценами и принципиально новыми подходами к съёмке, нежели новыми тенденциями в изученных областях кино.

### Российское кино
С 1900 до 1918 года российское кино развивалось, было очень распространено и популярно в Санкт-Петербурге, Москве, Киеве, Одессе, Нижнем Новгороде, Тифлисе, Екатеринбурге; было популярно иностранное кино.
С 1906 до 1920 года работает Александр Ханжонков предприниматель, организатор кинопромышленности, продюсер, режиссёр, сценарист, один из пионеров русского кинематографа. Его воспоминания частично опубликованы в книге «Первые годы русской кинематографии». На счету киноателье Ханжонкова множество важнейших достижений в развитии российского кино. В 1911 году на экраны выходит первый в России полнометражный фильм «Оборона Севастополя», совместно поставленный Ханжонковым и Гончаровым. В 1912 году компания выпускает в прокат первый в мире мультфильм, снятый в технике объёмной анимации — «Прекрасная Люканида, или Война усачей с рогачами» в постановке Владислава Старевича. С начала 1910-х годов компания Ханжонкова становится лидером российского кинопроизводства, у Ханжонкова работают Василий Гончаров, Александра Гончарова, Андрей Громов, Пётр Чардынин и Иван Мозжухин. В начале 1912 года акционерное общество «Ханжонков и К°», имеет уставной капитал 500 000 рублей.
В Санкт-Петербурге с февраля 1910 года по 1912 год выходил российский ежемесячный журнал Синематограф (журнал), посвященный кинематографу.
Весной 1917 года Ханжонков вместе с большинством сотрудников своей компании выезжает в Крым и организует полноценное кинопроизводство в Ялте.

#### Советское кино
Первый успех пришёл к советскому кино в эпоху немого кино. Тогда новаторское пролетарское киноискусство, призывающее к мировой революции, вызывало на западе интерес. Особенно ценными считаются работы Сергея Эйзенштейна, которые значительно повлияли на развитие кино.
В дальнейшем советское кино десятилетиями развивалось в изоляции от остального мира. Также, травля оппозиции, согласно идеологии большевиков, ударила и по кино: 1926 году Ханжонков вместе с группой руководителей «Пролеткино» был арестован. В итоге он был ввиду отсутствия доказательств его вины освобождён, однако получил запрет на работу в области кинематографа и был лишён политических прав. В конце жизни Ханжонков был реабилитирован и получил пенсию, но построенные им киностудии в Москве и Ялте были конфискованы и достались Госкино СССР.
В сталинский период образ Сталина широко использовался в киноискусстве во время культа личности. После Второй мировой войны лишь единичные советские фильмы имели успех за рубежом. Это объясняется тем, что специфика советской жизни была непонятна и неинтересна иностранному зрителю, советские фильмы считались довольно примитивными. С другой стороны, в СССР доступ к иностранному кино был весьма ограничен по идеологическим причинам. Внутри СССР советское кино было популярно, кинотеатры бывали заполнены до отказа, киноиндустрия приносила государству значительный доход. Целые жанры киноискусства были запрещены цензурой, допустимая художественная стилистика фильмов была значительно сужена.
Сергей Бондарчук был одним из немногих советских режиссёров, которым было разрешено снимать и сниматься за железным занавесом. В советское время он считался мастером грандиозных батальных сцен с многотысячной массовкой («Война и мир», «Ватерлоо»). Несмотря на цензуру и запреты, в Советском Союзе во второй половине XX века было создано несколько талантливых «авторских» киноработ, шедевров мирового кинематографа. Здесь фильмы Андрея Тарковского, вынужденного позднее эмигрировать из СССР, Сергея Параджанова, открывшего бездны выразительности на фольклорном материале, и Киры Муратовой. С началом Перестройки советское кино начало менять свой облик. Стали появляться доселе невообразимые по откровенности фильмы, отражавшие перемены в советском обществе.
Рядом талантливых советских режиссёров-документалистов было создано множество фильмов, которые вошли в золотой фонд мирового документального киноискусства. Особенно следует отметить режиссёров Дзигу Вертова, Льва Кулешова, Романа Кармена и Михаила Ромма.

#### Постсоветское кино
Со времени распада СССР, все 1990-е годы российское кино находилось в упадке. Возрождение в начале XXI века еще только намечает свой путь. Говорить о какой-то самобытности российского кино, пожалуй, преждевременно. Свой стиль у российского кино ещё не выработался. Большинство качественно снятых фильмов пока подражают голливудскому стилю, есть отдельные фильмы, напоминающие французское и немецкое кино. Снято также множество менее качественных фильмов, напоминающих худшие образцы советского кино.

## Кинофестивали и кинопремии
См. в статье: Киноиндустрия